# Alex-Casimir Dosseh
 (janvier 2020).
Si vous disposez d'ouvrages ou d'articles de référence ou si vous connaissez des sites web de qualité traitant du thème abordé ici, merci de compléter l'article en donnant les références utiles à sa vérifiabilité et en les liant à la section « Notes et références ».
Alex-Etsri Dosseh-Anyron né le 16 août 1923, est un musicien togolais. Il est le compositeur de l'hymne national du Togo Terre de nos aïeux.

## Biographie
Né le 16 août 1923 à Vogan, Alex-Casimir Dosseh avait fait de grandes écoles de musique en Europe. Terre de nos aïeux avait été retenu, à la suite d'un concours national lancé la veille de l'indépendance du Togo. Il fut décoré chevalier de l'ordre du Mono le 27 avril 2006 à l'occasion du 46e anniversaire de l'indépendance du Togo.
Originaire d'Anyronkopé- un village situé à 10 km au Sud-Est de Vogan- où dit-on la population de ce village est née avec le folklore, tant elle excelle dans les rythmes et folklores du terroir. Leur talent pour le fameux « gbeko » ou tam-tam guerrier est d'une qualité rare, sans parler du « Adzogbo » des familles AGBOLO-Segbeaya, et d'autres formes de rythmes encore, se situant surtout dans les cérémonies vodou ou alaga (illustration lors du concours de danses folkloriques organisé par la chaine de télévision RTDS en 2001-2002).
C'est sans nulle doute cette racine ancestrale des « Anyron » qu'a hérité Alex-Casimir, une racine que partage d'ailleurs d'autres parents, tels l'ancien archevêque de Lomé, Mgr Dosseh-Anyron Casimir et tant d'autres…
Il meurt le lundi 12 mars 2007 à l'âge de 84 ans.

## Décorations
- Commandeur de l'ordre national du Mérite du Togo (2006)[1]